# Volkswagen Arteon
Volkswagen Arteon este un vehicul comercializat de producătorul german de automobile Volkswagen.